# Маринопіль (Голованівський район)
Марино́піль (до 1945 - Маріямпіль) — село в Голованівській громаді Голованівського району Кіровоградської області України. Населення становить 222 осіб.

## Історія
1 лютого 1945 року указом Президії ВР УРСР село Маріямпіль було перейменовано на Маринопіль.

## Населення
Згідно з переписом УРСР 1989 року чисельність наявного населення села становила 301 особа, з яких 133 чоловіки та 168 жінок.
За переписом населення України 2001 року в селі мешкали 222 особи.

### Мова
Розподіл населення за рідною мовою за даними перепису 2001 року:
| Мова       | Відсоток |
| ---------- | -------- |
| українська | 98,20 %  |
| російська  | 1,80 %   |